# Bygdedans
Bygdedans är ett begrepp som lanserades under 1970-talet för den danstradition som historisk sett föregick 1800-talets modedanser. De ivrigaste förespråkarna för begreppet var initiativtagarna till polskmärket det vill säga Ingvar Norman, Johan Larsson och Göran och Inger Karlholm. De fick enligt muntlig utsago från Norman inspiration till att använda begreppet från Norge. De så kallade bygdedanserna var dels äldre danser som återfunnits på olika platser, de som idag vanligen benämns bland annat polska, menuett, kadrilj och polonäs, dels lokala varianter av 1800-talets pardanser som vals, schottis och mazurka.